# Jackie Holmes
Jackie Holmes (4 de setembro de 1920 – 1 de março de 1995) foi um automobilista norte-americano que esteve em cinco (três) 500 Milhas de Indianápolis, (quatro (duas) quando a prova contava pontos para o Mundial de Pilotos de Fórmula 1 de 1950 até 1960): 1949, 1950, 1951 (não se qualificou), 1952 (não se qualificou) e 1953 (compartilhou com Johnny Thomson).